# Wybranówka (stacja kolejowa)
Wybranówka (ukr. Вибранівка, ros. Выбрановка) – stacja kolejowa w miejscowości Wybranówka, w rejonie stryjskim, w obwodzie lwowskim, na Ukrainie. Położona jest na linii Lwów – Czerniowce.
Stacja powstała w XIX w. na linii kolei lwowsko-czerniowiecko-suczawskiej.